# Królewiny
Królewiny – przysiółek w Polsce położony w województwie wielkopolskim, w powiecie wrzesińskim, w gminie Pyzdry. Miejscowość wchodzi w skład sołectwa Trzcianki.
W latach 1975–1998 miejscowość administracyjnie należała do województwa konińskiego.

## Liniki zewnętrzne
- Przysiółek Królewiny w liczbach [online], Polska w liczbach [dostęp 2024-04-14], liczba ludności na podstawie danych GUS.